# Резолюция 34 на Съвета за сигурност на ООН
Резолюция 34 на Съвета за сигурност на ООН, приета с мнозинство на 15 септември 1947 г., постановява, че спорът между Гърция, от една страна, Албания, България и Югославия, от друга страна, е изваден от списъка с въпроси, изискващи внимание от страна на Съвета за сигурност, и нарежда на генералния секретар да предаде всички документи, касаещи този въпрос, на Общото събрание на ООН.
Резолюцията е приета с мнозинство от 9 гласа, като представителите на Полша и СССР гласуват въздържали се.